# Liste afrikanischer Schriftsteller
Diese Liste enthält Persönlichkeiten des literarischen Lebens des Kontinents Afrika, aufgereiht nach Staaten. Dazu zählen Dichter, Romanautoren, Kinderbuchautoren und Wissenschaftler. Bei Autoren mit längeren Aufenthalten in mehreren Ländern wird nach dem Land der Geburt sortiert.

## Ägypten
Siehe Liste ägyptischer Schriftsteller

## Äthiopien
- Zär’a Yaqob (1599–1693)
- Haddis Alemayehu (1910–2003)
- Michael Daniel Ambatchew (* 1967)
- Abbé Gubennya (1933/34–1980)
- Nega Mezlekia
- Sahle Sellassie (* 1936)
- Hama Tuma (* 1949)
- Tsegaye Gabre-Medhin (1936–2006)
- Daniachew Worku (* 1936)
- Mammo Wudneh

## Algerien
Siehe Liste algerischer Schriftsteller

## Angola
Siehe Liste angolanischer Schriftsteller

## Äquatorialguinea
- María Nsué Angüe (1945–2017)
- Juan Tomás Ávila Laurel (* 1966)
- Leoncio Evita Enoy (1929–1996)

## Benin
- Christine Adjahi Gnimagnon (* 1945), auch mit dem Senegal verbunden
- Stanislas Adotevi (* 1934)
- Colette Senami Agossou Houeto (* 1939)
- Adélaïde Fassinou (* 1955)
- Paulin J. Hountondji (1942–2024)
- Béatrice Lalinon Gbado (* 1962)
- Hortense Mayaba (* 1959)
- Florent Couao-Zotti (* 1964)

## Botswana
- Unity Dow (* 1959)
- Bessie Head (1937–1986), geboren in Südafrika
- Alexander McCall Smith (* 1948), geboren in Südrhodesien
- Barolong Seboni (* 1957)

## Burkina Faso
Siehe Liste burkinischer Schriftsteller

## Burundi
- Esther Kamatari (* 1951)
- Michel Kayoya (1934–1972)
- Colette Samoya Kiruya (* 1952)

## Dschibuti
- Mouna-Hodan Ahmed (* 1972)
- Abdourahman Waberi (* 1965)

## Elfenbeinküste
Siehe Liste ivorischer Schriftsteller

## Eritrea
- Reesom Haile

## Gabun
- Nadele Noele Ango Obiang
- Peggy Lucie Auleley
- Bessora, geboren in Belgien (* 1968)
- Rene Maran, geboren in Martinique (1887–1960)
- Chantal Magalie Mbazoo-Kassa
- Justine Mintsa (* 1967)
- Nadège Noëlle Ango Obiang
- Angèle Ntyugwetondo Rawiri (1954–2010)

## Gambia
Siehe Liste gambischer Schriftsteller

## Ghana
Siehe Liste ghanaischer Schriftsteller

## Guinea
- Sirah Balde de Labe
- Nadine Bari (* 1940), geboren in Frankreich
- Aïssatou Barry (* 1959)
- Kesso Barry (* 1948)
- Mariama Barry, auch Senegal
- Laye Camara (1928–1980)
- Josiane Cointet, geboren in Frankreich
- Koumanthio Zeinab Diallo (* 1956)
- Mariana Kesso Diallo
- Libar M. Fofana (* 1959)
- Tierno Monénembo (* 1947), auch Senegal, Frankreich
- Djibril Tamsir Niane (* 1932), auch Senegal
- Williams Sassine (1944–1997)
- Marie Bernadette Tiendrébéogo (* 1958)

## Guinea-Bissau
- Amílcar Cabral (1924–1973), auch Kap Verde
- Nadine Nyangoma, geboren in Belgien

## Kamerun
Siehe Liste kamerunischer Schriftsteller

## Kap Verde
- Germano Almeida (* 1945)
- Orlanda Amarílis (1924–2014)
- Leopoldina Barreto
- Amílcar Cabral (1924–1973), auch Guinea-Bissau
- Alile Wahnon Ferro (* 1940)
- Sergio Frusoni (1901–1975)
- Ovídio Martins (1928–1999)
- Luís Romano de Madeira Melo (1922–2010)
- Yolanda Morazzo (* 1928)
- Dina Salústio (* 1941)
- Ana Julia Monteiro Sança (* 1949)
- Rosa de Saron
- Baltasar Lopes da Silva (1907–1989)
- Eugénio Tavares (1867–1930), gilt als Nationaldichter der Kapverden
- Arménio Vieira (* 1941)

## Kenia
- Abdilatif Abdalla (* 1946)
- Carolyne Abdalla
- Karen Blixen alias Tania Blixen (1885–1962), dänische Schriftstellerin, hatte mehrere Jahre eine Farm in Kenia
- Jennifer Bobito
- Rocha Chimera (* 20. Jh.)
- Jane Tapsubei Creider
- Valerie Cuthbert
- Kuki Gallmann (* 1943)
- Monicah Genya
- Corney Gichuki
- Jomo Kenyatta (1893–1978)
- Mary Kize
- Muthoni Likimani (* 1926)
- Lily Mabura
- Marjorie Oludhe MacGoye
- Omondi Mak’Oloo
- Hazel Mugo
- Micere Githae Mugo (* 1942)
- Meja Mwangi (* 1948)
- Lydiah Mumbi Nguya
- Rebeka Njau (* 1930)
- Stella Kahaki Njuguna
- Asenath Bole Odaga
- Margaret Ogola
- Grace Ogot (1930–2015)
- Moyez C. Vassanje
- Jameela Saddiqi
- Charity Waciuma (* 1936)
- Ngugi wa Mirii (* 1951)
- Ngũgĩ wa Thiong’o (1938–2025)
- Miriam Were
- Binyavanga Wainaina (1971–2019)

## Republik Kongo
- Jeannette Balou Tchichelle (* 1947)
- Noëlle Bizi Bazouma (* 1959)
- Sylvain Bemba (1934–1995)
- Silvie Bokoko (* 1960)
- Adèle Caby-Livannah (* 1957)
- Cucile-Ivelyse Diamoneka (* 1940)
- Emmanuel Dongala (* 1941)
- Mambou Aimée Gnali (* 1936)
- Floe Hazoume (* 1959)
- Francine Laurans (* 1962)
- Sony Labou Tansi (1947–1995)
- Binéka Daniele Lissouba, geboren in Frankreich
- Henri Lopès (1937–2023)
- Alain Mabanckou (* 1966)
- Justine M’Poyo Kasa-Vubu (* 1951)
- Betty (Elisabeth) Mweya Tol’Ande (* 1947)
- Diur N’Thumb
- Ghislaine Sathoud (* 1969)
- Tchicaya U Tam’si (1931–1988)
- Jean-Baptiste Tati Loutard (1938–2009)
- Aleth Felix Tchicaya (* 1955)
- Marie-Leontine Tsibinda
- Brigitte Yengo

## Demokratische Republik Kongo(früher Zaire)
- Léone Abo (* 1945)
- Lila-Baleka Bosek?Ilolo
- Maguy Kabamba (* 1960)
- Christine Kalonji
- V.Y. Mudimbe (1941–2025)
- Kavidi Wivine N’Landu
- Clémentine Nzuji (* 1944)
- Kabika Tshilolo

## Lesotho
- Moroesi Akhionbare (* 1945)
- ’Masechele Caroline Ntšeliseng Khaketla (1918–2012)
- Thomas Mofolo (1876–1948)
- Mzamane Nhlapo (* 1960)

## Libyen
- Muammar al-Gaddafi (1942–2011)
- Ibrahim al-Koni (* 1948)
- Hisham Matar (* 1970)

## Madagaskar
- Elie-Charles Abraham (* 1919)
- Jean-Joseph Rabearivelo (1901–1937)
- Jacques Rabemananjara (1913–2005)
- Charlotte Arrissoa Rafenomanjato
- Michèle Rakotoson (* 1948)

## Malawi
- Aubrey Kachingwe (* 1926)
- James David Rubadiri (* 1930)
- Jack Mapanje (* 1944)
- Frank M. Chipasula (* 1949)
- Dede Kamkondo (1954–2006)
- Anthony Nazombe (1955–2004)
- Samson Kambalu (* 1975)

## Mali
- Adame Ba Konaré
- Aïcha Fofana (1957–2003)
- Aïda Mady Diallo
- Aïssatou Guido (* 1941)
- Aly Diallo
- Amadou Hampâté Bâ (1900 oder 1901–1991)
- Aoua Kéita (1912–1980)
- Bernadette Sanou Dao (* 1952), lebte seit 1963 in Burkina Faso
- Daramani Tarawele
- Fanta-Taga Tembely (* 1946)
- Fatouma Keïta (* 1977)
- Gaoussou Diawara
- Ismaila Samba Traoré
- M’Bamakan Soucko Bathily
- Modibo Sounkalo Keita
- Oumou Diarra (* 1967), geboren in Jugoslawien
- Yambo Ouologuem (1940–2017)

## Marokko
Siehe Liste marokkanischer Schriftsteller

## Mauritius
- Nathacha Appanah (* 1973)
- Lilian Berthelot
- Marcel Cabon (1912–1972)
- Raymond Chasle
- Malcolm de Chazal (1902–1981)
- Carl de Souza (* 1949)
- Ananda Devi
- Jean Fanchette
- Colleen Lindsay, auch Südafrika
- Édouard J. Maunick (1931–2021)
- Tanure Ojaide (* 1948)
- Dev Virasawmy

## Mosambik
Siehe Liste mosambikanischer Schriftsteller

## Namibia
- Neshani Andreas (1964–2011)
- Helmut Angula (* 1945)
- Hans Beukes
- Naomi Beukes-Meyer (* 1965)
- Ernst Ludwig Cramer (1895–1957)
- Joseph Diescho (* 1955)
- Margarethe von Eckenbrecher (1875–1955)
- Helene von Falkenhausen (1873–1945)
- Alfred Feuerstein (1884–1949)
- Siegfried Groth (1926–2011)
- Dorian Haarhoff (* 1944), auch Südafrika
- Daisy Hackländer
- Ada Hardegen
- Alfredo Tjiurimo Hengari
- Giselher W. Hoffmann (1958–2016)
- Adolf Kaempffer (1896–1983)
- Zephania Kameeta (* 1945)
- Ingrid Kubisch
- Lisa Kuntze (1909–2001)
- Hildegard Marie LangHeinrich
- Ilse Liepsch
- Anne Maag (1890–1934)
- Wilhelm Mattenklodt (1887–1931)
- Anouschka von Meck
- Fritz Metzger
- Nikolai Mossolow (1910–1988)
- Peya Mushelenga (* 1975)
- Hans Daniel Namuhuja (1924–1998)
- Vinnia Ndadi
- Heinz von Ortenberg (1878–1959)
- Kosie Pretorius (1935–2017)
- Erwin Sandelowsky
- Sylvia Schlettwein (* 1975)
- Erastus Shamena
- Helao Shityuwete (* 1934)
- Petra Skriver
- Julius Steinhardt (1880–1955)
- Werner Tabel (1929–2011)
- Marga Vaatz
- Andreas Vogt (* 1962)
- Joachim Voigts
- Ute Wahl
- Gerda Wilhelm
- Cissy Willich (1888–1970)
- John Ya Otto (1938–1994)
- Konrad Zander (Schriftsteller)

## Niger
Siehe Liste nigrischer Schriftsteller

## Nigeria
Siehe Liste nigerianischer Schriftsteller

## Ruanda
- Maggy Correa
- Édouard Gasarabwe
- Jeannine Herrmann-Grisius
- Immaculée Ilibagiza (* 1972)
- Alexis Kagame (1912–1981)
- Fred Mfuranzima (* 1997)
- Thérèse Muamini
- Esther Mujawayo (* 1958)
- Yolande Mukagasana (* 1954)
- Scholastique Mukasonga (* 1956)
- Eugénie Musayidire (* 1952)
- J. Savério Naigiziki (1915–1984)
- Joseph Ndwaniye (* 1962)
- Cyprien Rugamba (1935–1994)
- Benjamin Sehene (* 1959)
- Marie-Aimable Umurerwa
- Marie Béatrice Umutesi (* 1959)

## Sambia
Siehe Liste sambischer Schriftsteller

## São Tomé und Príncipe
- Sara Pinto Coelho (1913–1990)
- Caetano da Costa Alegre (1864–1890)
- Conceição Lima (* 1961)
- Alda do Espírito Santo (1926–2010)
- Mario Domingues (* 1899)
- José Francisco Tenreiro (1921–1963)
- M. Manuela Margarido (1925–2007)

## Senegal
Siehe Liste senegalesischer Schriftsteller

## Seychellen
- Antoine Abel (1934–2004)

## Sierra Leone
- Abioseh Nicol (1924–1994)
- Gladys Casely-Hayford (1904–1950)
- Syl Cheney-Coker (* 1945)

## Simbabwe(früher Rhodesien)
Siehe Liste simbabwischer Schriftsteller

## Somalia
Siehe Liste somalischer Schriftsteller

## Südafrika
Siehe Liste südafrikanischer Schriftsteller

## Sudan
- Leila Aboulela (* 1964)
- Tarek Eltayeb (* 1959)
- At-Tayyib Salih (1928–2009)

## Tansania
- Muhammed Said Abdulla (1918–1991)
- Chachage Seith Chachage
- Abdulrazak Gurnah (* 1948), im UK lebend
- Euphrase Kezilahali (1944–2020)
- Aniceti Kitereza (1896–1981)
- Amandina Lihamba
- Ismael R. Mbise (* 1944)
- Penina Mlama
- Elvis Musiba
- Julius Nyerere (1922–1999)
- Peter K. Palangyo (1939–1993)
- Hammie Rajab
- Shaaban Bin Robert (1909–1962)
- Edwin Semzaba
- Shafi Adam Shafi

## Togo
Siehe Liste togoischer Autoren

## Tschad
- Marie-Christine Koundja (* 1957)
- Koulsy Lamko (* 1959)

## Tunesien
- at-Tāhir al-Haddād (1899–1935)
- Albert Memmi (1920–2020)
- Mahmoud Messaâdi (1911–2004)
- Gilbert Naccache (1939–2020)
- Aroussia Nalouti (* 1950)
- Youssef Rzouga (* 1957)
- Habib Selmi (* 1951)

## Uganda
- Taban lo Liyong (* 1938), geboren in Sudan
- Grace Akello (* 1950)
- Jane Jaggers Babaluba
- Doreen Bangana
- Violet Barungi
- Bananuka Jocelyn Ekochu
- Moses Isegawa (* 1963)
- Catherine Samali Kavuma
- China Keitetsi (* 1976)
- Hope Keshubi
- Susan N. Kiguli
- Barbara Kimenye
- Goretti Kyomuhendo (* 1965)
- Mahmood Mamdani (* 1946), geboren in Bombay
- Mary Karooro Okurut
- Okot p’Bitek (1931–1982)
- Lillian Rinndyebwa
- Ayeta Anne Wangusa
- Timothy Wangusa
- Timothy Bazarrabusa

## Zentralafrikanische Republik
- Anurée Blouin (* 1921)